# Le Samyn des Dames 2021
Pour la course masculine, voir Le Samyn 2021.
La 10e édition du Samyn des Dames a lieu le 2 mars 2021. La course fait partie du calendrier international féminin UCI 2021 en catégorie 1.1. Elle se déroule en même temps que l'épreuve masculine. Elle est remportée par la Belge Lotte Kopecky.

## Présentation

### Parcours
Les difficultés suivantes sont présentes sur le parcours : Vert Pignon, La Roquette, Chemin de Wiheries, Chemin des Nonettes et rue Belle Vue.

### Équipes
| UCI Women's WorldTeams (7)- Alé BTC Ljubljana - Team DSM - FDJ-Nouvelle Aquitaine-Futuroscope - Liv Racing - Movistar Team - SD Worx - Trek-Segafredo Équipes féminines continentales (14)- Andy Schleck-CP NVST-Immo Losch - Arkéa Pro Cycling Team - Bingoal Casino-Chevalmeire - Doltcini-Van Eyck Sport-Proximus - Drops-Le col - Hitec Products - Jumbo-Visma - Lotto Soudal Ladies - Multum Accountants - NXTG Racing - Parkhotel Valkenburg - Rupelcleaning-Champion lubricants - Tibco-Silicon Valley Bank - Valcar-Travel & Service Équipes féminines continentales (2)- Stade Rochelais Charente-Maritime - Lviv Cycling Team Équipe féminine amateur- Macadam’s Cowboys & Girls |
| |

## Récit de la course
La course est ponctuée par de nombreuses attaques. Au bout d'un tiers de la course, peu après la côte de la Roquette, le peloton se disloque. Les grands noms sont à l'avant à l'exception d'Amalie Dideriksen. Lotte Kopecky fait un temps partie d'un groupe avec notamment Emma Norsgaard et Marlen Reusser. Auquel s'ajoute plus loin Jolien D'Hoore et Amy Pieters. Néanmoins, les formations Jumbo-Visma et Trek-Segrafredo mènent la poursuite et reprennent l'échappée. À vingt kilomètres de l'arrivée, Kopecky attaque de nouveau avec Christine Majerus et Jelena Eric. Le peloton les reprend également. Marlen Reussler tente de sortir dans le secteur pavé final à quatre kilomètres de l'arrivée, mais le sprint est inévitable. Lotte Kopecky s'impose devant Emma Norsgaard et Chloe Hosking.

## Classements

### Classement final
| \| Classement général \| Classement général \| Classement général \| Classement général \| Classement général \| \| Coureuse \| Coureuse \| Pays \| Équipe \| Temps \| \| ------------------ \| ----------------------- \| ------------------ \| ---------------------- \| ------------------ \| \| 1re \| Lotte Kopecky \| Belgique \| Liv Racing \| 2 h 20 min 04 s \| \| 2e \| Emma Norsgaard \| Danemark \| Movistar Team \| + 0 s \| \| 3e \| Chloe Hosking \| Australie \| Trek-Segafredo \| + 0 s \| \| 4e \| Gladys Verhulst \| France \| Arkéa Pro Cycling Team \| + 0 s \| \| 5e \| Marjolein van 't Geloof \| Pays-Bas \| Drops-Le Col \| + 0 s \| \| 6e \| Amy Pieters \| Pays-Bas \| SD Worx \| + 0 s \| \| 7e \| Laura Tomasi \| Italie \| Alé BTC Ljubljana \| + 0 s \| \| 8e \| Anna Henderson \| Royaume-Uni \| Jumbo-Visma Women Team \| + 0 s \| \| 9e \| Amber van der Hulst \| Pays-Bas \| Parkhotel Valkenburg \| + 0 s \| \| 10e \| Romy Kasper \| Allemagne \| Jumbo-Visma Women Team \| + 0 s \| |                         |             |                        |                 |
| |                         |             |                        |                 |
| Sources : ProCyclingStats Cycling Quotient |                         |             |                        |                 |
| Classement général |                         |             |                        |                 |
| Coureuse | Coureuse                | Pays        | Équipe                 | Temps           |
| 1re | Lotte Kopecky           | Belgique    | Liv Racing             | 2 h 20 min 04 s |
| 2e | Emma Norsgaard          | Danemark    | Movistar Team          | + 0 s           |
| 3e | Chloe Hosking           | Australie   | Trek-Segafredo         | + 0 s           |
| 4e | Gladys Verhulst         | France      | Arkéa Pro Cycling Team | + 0 s           |
| 5e | Marjolein van 't Geloof | Pays-Bas    | Drops-Le Col           | + 0 s           |
| 6e | Amy Pieters             | Pays-Bas    | SD Worx                | + 0 s           |
| 7e | Laura Tomasi            | Italie      | Alé BTC Ljubljana      | + 0 s           |
| 8e | Anna Henderson          | Royaume-Uni | Jumbo-Visma Women Team | + 0 s           |
| 9e | Amber van der Hulst     | Pays-Bas    | Parkhotel Valkenburg   | + 0 s           |
| 10e | Romy Kasper             | Allemagne   | Jumbo-Visma Women Team | + 0 s           |

### Points UCI
| Position           | 1er | 2e | 3e | 4e | 5e | 6e | 7e | 8e | 9e | 10e | 11e | 12e | 13e à 15e | 16e à 25e |
| Classement général | 125 | 85 | 70 | 60 | 50 | 40 | 35 | 30 | 25 | 20  | 15  | 10  | 5         | 3         |

## Liste de participants
| Légende | Légende                                                                    | Légende | Légende                                                    |
| ------- | -------------------------------------------------------------------------- | ------- | ---------------------------------------------------------- |
| Num     | Dossard de départ porté par le coureur sur ce Le Samyn                     | Pos     | Position à l'arrivée de la course                          |
|         | Indique un maillot de champion national ou mondial, suivi de sa spécialité | NP      | Indique un coureur qui n'a pas pris le départ de la course |
| AB      | Indique un coureur qui n'a pas terminé la course                           | HD      | Indique un coureur qui a terminé la course hors des délais |

| SD Worx SDW | SD Worx SDW                     | SD Worx SDW |
| ----------- | ------------------------------- | ----------- |
| Num         | Coureuse                        | Pos         |
| 1           | Jolien D'Hoore (BEL)            | 72e         |
| 3           | Lonneke Uneken (NED)            | 14e         |
| 4           | Christine Majerus (LUX) (route) | 23e         |
| 5           | Amy Pieters (NED)               | 6e          |
| 6           | Elena Cecchini (ITA)            | 18e         |
| 7           | Roxane Fournier (FRA)           | 31e         |

| Trek-Segafredo TFS | Trek-Segafredo TFS                | Trek-Segafredo TFS |
| ------------------ | --------------------------------- | ------------------ |
| Num                | Coureuse                          | Pos                |
| 11                 | Trixi Worrack (GER)               | AB                 |
| 12                 | Audrey Cordon-Ragot (FRA) (route) | 30e                |
| 13                 | Amalie Dideriksen (DEN)           | 98e                |
| 14                 | Lauretta Hanson (AUS)             | 60e                |
| 15                 | Chloe Hosking (AUS)               | 3e                 |
| 16                 | Letizia Paternoster (ITA)         | AB                 |
| 17                 | Shirin van Anrooij (NED)          | 59e                |

| Team DSM DSM | Team DSM DSM           | Team DSM DSM |
| ------------ | ---------------------- | ------------ |
| Num          | Coureuse               | Pos          |
| 31           | Susanne Andersen (NOR) | 69e          |
| 32           | Pfeiffer Georgi (GBR)  | 36e          |
| 33           | Leah Kirchmann (CAN)   | 100e         |
| 34           | Franziska Koch (GER)   | 62e          |
| 35           | Lorena Wiebes (NED)    | 70e          |
| 36           | Esmée Peperkamp (NED)  | 57e          |
| 37           | Julia Soek (NED)       | 74e          |

| Liv Racing LIV | Liv Racing LIV              | Liv Racing LIV |
| -------------- | --------------------------- | -------------- |
| Num            | Coureuse                    | Pos            |
| 41             | Valerie Demey (BEL)         | 86e            |
| 42             | Marta Jaskulska (POL)       | 20e            |
| 43             | Evy Kuijpers (NED)          | 25e            |
| 44             | Alison Jackson (CAN)        | 19e            |
| 45             | Lotte Kopecky (BEL) (route) | 1re            |
| 47             | Sabrina Stultiens (NED)     | 51e            |

| Alé BTC Ljubljana ALE | Alé BTC Ljubljana ALE     | Alé BTC Ljubljana ALE |
| --------------------- | ------------------------- | --------------------- |
| Num                   | Coureuse                  | Pos                   |
| 51                    | Marlen Reusser (SUI)      | 21e                   |
| 52                    | Eugenia Bujak (SLO)       | AB                    |
| 53                    | Mavi García (ESP) (route) | 58e                   |
| 54                    | Maaike Boogaard (NED)     | 12e                   |
| 55                    | Anna Trevisi (ITA)        | 49e                   |
| 56                    | Laura Tomasi (ITA)        | 7e                    |

| Movistar Team MOV | Movistar Team MOV            | Movistar Team MOV |
| ----------------- | ---------------------------- | ----------------- |
| Num               | Coureuse                     | Pos               |
| 61                | Aude Biannic (FRA)           | 27e               |
| 62                | Jelena Erić (SRB)            | 28e               |
| 63                | Alicia González (ESP)        | 33e               |
| 64                | Barbara Guarischi (ITA)      | 26e               |
| 65                | Sara Martín (ESP)            | 40e               |
| 66                | Emma Norsgaard (DEN) (route) | 2e                |
| 67                | Alba Teruel (ESP)            | 34e               |

| Andy Schleck-CP NVST-Immo Losch ASC | Andy Schleck-CP NVST-Immo Losch ASC | Andy Schleck-CP NVST-Immo Losch ASC |
| ----------------------------------- | ----------------------------------- | ----------------------------------- |
| Num                                 | Coureuse                            | Pos                                 |
| 71                                  | Fabienne Buri (SUI)                 | AB                                  |
| 72                                  | Désirée Ehrler (SUI)                | AB                                  |
| 73                                  | Line Marie Gulliksen (NOR)          | AB                                  |
| 75                                  | Lisa Müllenberg (NED)               | AB                                  |
| 76                                  | Mie Bjørndal Ottestad (NOR) (route) | 41e                                 |
| 77                                  | Sandra Weiss (SUI)                  | AB                                  |

| Lotto Soudal Ladies LSL | Lotto Soudal Ladies LSL  | Lotto Soudal Ladies LSL |
| ----------------------- | ------------------------ | ----------------------- |
| Num                     | Coureuse                 | Pos                     |
| 81                      | Jesse Vandenbulcke (BEL) | 68e                     |
| 82                      | Alana Castrique (BEL)    | 107e                    |
| 83                      | Lone Meertens (BEL)      | 46e                     |
| 84                      | Abby-Mae Parkinson (GBR) | 17e                     |
| 86                      | Elise vander Sande (BEL) | 82e                     |
| 87                      | Anna Plichta (POL)       | AB                      |

| NXTG Racing NXG | NXTG Racing NXG            | NXTG Racing NXG |
| --------------- | -------------------------- | --------------- |
| Num             | Coureuse                   | Pos             |
| 91              | Rozemarijn Ammerlaan (NED) | AB              |
| 92              | Britt Knaven (BEL)         | AB              |
| 93              | Amelia Sharpe (GBR)        | 44e             |
| 94              | Maud Rijnbeek (NED)        | AB              |
| 95              | Catalina Soto (CHI)        | 79e             |
| 96              | Emily Wadsworth (GBR)      | AB              |
| 97              | Mylène de Zoete (NED)      | AB              |

| Parkhotel Valkenburg PHV | Parkhotel Valkenburg PHV  | Parkhotel Valkenburg PHV |
| ------------------------ | ------------------------- | ------------------------ |
| Num                      | Coureuse                  | Pos                      |
| 101                      | Femke Markus (NED)        | 11e                      |
| 102                      | Sylvie Swinkels (NED)     | AB                       |
| 103                      | Amber van der Hulst (NED) | 9e                       |
| 104                      | Kirstie van Haaften (NED) | 108e                     |
| 105                      | Leonie Bos (NED)          | 101e                     |
| 106                      | Lieke Nooijen (NED)       | 81e                      |
| 107                      | Mischa Bredewold (NED)    | 22e                      |

| Arkéa Pro Cycling Team ARK | Arkéa Pro Cycling Team ARK    | Arkéa Pro Cycling Team ARK |
| -------------------------- | ----------------------------- | -------------------------- |
| Num                        | Coureuse                      | Pos                        |
| 111                        | Lucie Jounier (FRA)           | 47e                        |
| 112                        | Cédrine Kerbaol (FRA)         | 66e                        |
| 113                        | Marie-Morgane Le Deunff (FRA) | AB                         |
| 114                        | Typhaine Laurance (FRA)       | 24e                        |
| 115                        | Gladys Verhulst (FRA)         | 4e                         |
| 116                        | Greta Richioud (FRA)          | AB                         |
| 117                        | Léa Curinier (FRA)            | 32e                        |

| Rupelcleaning-Champion lubricants RUP | Rupelcleaning-Champion lubricants RUP | Rupelcleaning-Champion lubricants RUP |
| ------------------------------------- | ------------------------------------- | ------------------------------------- |
| Num                                   | Coureuse                              | Pos                                   |
| 121                                   | Sara Van de Vel (BEL)                 | 53e                                   |
| 122                                   | Ditte Lenseclaes (BEL)                | AB                                    |
| 123                                   | Isabelle Beckers (BEL)                | AB                                    |
| 124                                   | Mia Griffin (IRL)                     | 89e                                   |
| 125                                   | Alice Sharpe (IRL)                    | 87e                                   |
| 126                                   | Antonia Gröndahl (FIN)                | 61e                                   |
| 127                                   | Svenja Betz (GER)                     | AB                                    |

| Valcar-Travel & Service VAL | Valcar-Travel & Service VAL | Valcar-Travel & Service VAL |
| --------------------------- | --------------------------- | --------------------------- |
| Num                         | Coureuse                    | Pos                         |
| 133                         | Margaux Vigié (FRA)         | 56e                         |
| 134                         | Martina Alzini (ITA)        | 85e                         |
| 135                         | Elena Pirrone (ITA)         | 99e                         |
| 137                         | Silvia Pollicini (ITA)      | 13e                         |

| Jumbo-Visma Women Team TJV | Jumbo-Visma Women Team TJV | Jumbo-Visma Women Team TJV |
| -------------------------- | -------------------------- | -------------------------- |
| Num                        | Coureuse                   | Pos                        |
| 141                        | Romy Kasper (GER)          | 10e                        |
| 143                        | Anna Henderson (GBR)       | 8e                         |
| 144                        | Teuntje Beekhuis (NED)     | 45e                        |
| 145                        | Karlijn Swinkels (NED)     | 71e                        |
| 147                        | Pernille Mathiesen (DEN)   | 104e                       |

| Drops-Le Col DRP | Drops-Le Col DRP              | Drops-Le Col DRP |
| ---------------- | ----------------------------- | ---------------- |
| Num              | Coureuse                      | Pos              |
| 151              | Elizabeth Bennett (GBR)       | AB               |
| 152              | Maria Martins (POR)           | AB               |
| 153              | Sara Penton (SWE)             | 54e              |
| 154              | Finja Smekal (GER)            | 93e              |
| 155              | Marjolein van 't Geloof (NED) | 5e               |
| 156              | Maike van der Duin (NED)      | 50e              |

| Tibco-Silicon Valley Bank TIB | Tibco-Silicon Valley Bank TIB | Tibco-Silicon Valley Bank TIB |
| ----------------------------- | ----------------------------- | ----------------------------- |
| Num                           | Coureuse                      | Pos                           |
| 162                           | Eva Buurman (NED)             | 38e                           |
| 163                           | Tanja Erath (GER)             | 48e                           |
| 164                           | Leah Dixon (GBR)              | AB                            |
| 165                           | Eri Yonamine (JPN)            | 75e                           |
| 166                           | Diana Peñuela (COL)           | 29e                           |
| 167                           | Kristen Faulkner (USA)        | 55e                           |

| Doltcini-Van Eyck-Proximus DVE | Doltcini-Van Eyck-Proximus DVE      | Doltcini-Van Eyck-Proximus DVE |
| ------------------------------ | ----------------------------------- | ------------------------------ |
| Num                            | Coureuse                            | Pos                            |
| 171                            | Kathrin Schweinberger (AUT) (route) | 35e                            |
| 172                            | Christina Schweinberger (AUT)       | 67e                            |
| 173                            | Nicole Steigenga (NED)              | 65e                            |
| 174                            | Bryony van Velzen (NED)             | 15e                            |
| 175                            | Fien Van Eynde (BEL)                | 39e                            |
| 176                            | Marieke de Groot (NED)              | 90e                            |
| 177                            | Victoire Berteau (FRA)              | 94e                            |

| Bingoal-Chevalmeire CCT | Bingoal-Chevalmeire CCT | Bingoal-Chevalmeire CCT |
| ----------------------- | ----------------------- | ----------------------- |
| Num                     | Coureuse                | Pos                     |
| 181                     | Thalita de Jong (NED)   | 37e                     |
| 182                     | Natalie van Gogh (NED)  | 16e                     |
| 183                     | Claudia Jongerius (NED) | 91e                     |
| 184                     | Nathalie Bex (BEL)      | 78e                     |
| 185                     | Justine Ghekiere (BEL)  | 73e                     |
| 186                     | Caren Commissaris (NED) | AB                      |

| Stade Rochelais Charente-Maritime CMW | Stade Rochelais Charente-Maritime CMW | Stade Rochelais Charente-Maritime CMW |
| ------------------------------------- | ------------------------------------- | ------------------------------------- |
| Num                                   | Coureuse                              | Pos                                   |
| 191                                   | Séverine Eraud (FRA)                  | 102e                                  |
| 192                                   | Coralie Demay (FRA)                   | AB                                    |
| 193                                   | Élodie Le Bail (FRA)                  | AB                                    |
| 194                                   | Maëva Squiban (FRA)                   | AB                                    |
| 195                                   | India Grangier (FRA)                  | 42e                                   |
| 196                                   | Noémie Abgrall (FRA)                  | 106e                                  |
| 197                                   | Célia Le Mouël (FRA)                  | 103e                                  |

| Multum Accountants MUL | Multum Accountants MUL   | Multum Accountants MUL |
| ---------------------- | ------------------------ | ---------------------- |
| Num                    | Coureuse                 | Pos                    |
| 201                    | Ann-Sophie Duyck (BEL)   | 52e                    |
| 202                    | Fien Delbaere (BEL)      | 64e                    |
| 203                    | Kylie Waterreus (NED)    | 43e                    |
| 204                    | Céline van Houtum (NED)  | 88e                    |
| 205                    | Marijke de Smedt (BEL)   | 76e                    |
| 206                    | Anna Badegruber (AUT)    | AB                     |
| 207                    | Fien De Wispelaere (BEL) | AB                     |

| Lviv Cycling Team LCW | Lviv Cycling Team LCW     | Lviv Cycling Team LCW |
| --------------------- | ------------------------- | --------------------- |
| Num                   | Coureuse                  | Pos                   |
| 211                   | Naomi de Roeck (BEL)      | AB                    |
| 212                   | Gloria Van Mechelen (BEL) | 92e                   |
| 213                   | Alice Zovico (ITA)        | AB                    |
| 214                   | Lauren Creamer (IRL)      | 84e                   |
| 215                   | Sophie Enever (GBR)       | AB                    |
| 216                   | Margarita Lopez (ESP)     | AB                    |
| 217                   | Fiona Turnbull (GBR)      | AB                    |

| Coop-Hitec Products HPU | Coop-Hitec Products HPU        | Coop-Hitec Products HPU |
| ----------------------- | ------------------------------ | ----------------------- |
| Num                     | Coureuse                       | Pos                     |
| 221                     | Mieke Kröger (GER)             | 63e                     |
| 222                     | Ingvild Gåskjenn (NOR)         | 95e                     |
| 223                     | Caroline Andersson (SWE)       | 80e                     |
| 224                     | Amalie Lutro (NOR)             | 77e                     |
| 225                     | Ann Helen Olsen (NOR)          | AB                      |
| 226                     | Christa Riffel (GER)           | AB                      |
| 227                     | Pernille Larsen Feldmann (NOR) | AB                      |

| Bingoal-Chevalmeire CCT | Bingoal-Chevalmeire CCT | Bingoal-Chevalmeire CCT |
| ----------------------- | ----------------------- | ----------------------- |
| Num                     | Coureuse                | Pos                     |
| 231                     | Julie Debock (BEL)      | AB                      |
| 232                     | Elise Tahay (BEL)       | AB                      |
| 233                     | Allison Zava (BEL)      | AB                      |
| 234                     | Lien Lanssens (BEL)     | 83e                     |
| 235                     | Fiona Mertens (BEL)     | 105e                    |
| 236                     | Justine Vromanne (BEL)  | AB                      |
| 237                     | Eleanor Wiseman (GBR)   | 97e                     |

| Macadam’s Cowboys & Girls ___ | Macadam’s Cowboys & Girls ___ | Macadam’s Cowboys & Girls ___ |
| ----------------------------- | ----------------------------- | ----------------------------- |
| Num                           | Coureuse                      | Pos                           |
| 241                           | Flavie Bador (FRA)            | AB                            |
| 242                           | Eléonore Saraiva (FRA)        | AB                            |
| 243                           | Juliette Trombini (FRA)       | AB                            |
| 245                           | Allyson Webb Charland (CAN)   | AB                            |
| 247                           | Camille Tryoen (FRA)          | 96e                           |

| SD Worx SDW | SD Worx SDW                     | SD Worx SDW |
| ----------- | ------------------------------- | ----------- |
| Num         | Coureuse                        | Pos         |
| 1           | Jolien D'Hoore (BEL)            | 72e         |
| 3           | Lonneke Uneken (NED)            | 14e         |
| 4           | Christine Majerus (LUX) (route) | 23e         |
| 5           | Amy Pieters (NED)               | 6e          |
| 6           | Elena Cecchini (ITA)            | 18e         |
| 7           | Roxane Fournier (FRA)           | 31e         |

| Trek-Segafredo TFS | Trek-Segafredo TFS                | Trek-Segafredo TFS |
| ------------------ | --------------------------------- | ------------------ |
| Num                | Coureuse                          | Pos                |
| 11                 | Trixi Worrack (GER)               | AB                 |
| 12                 | Audrey Cordon-Ragot (FRA) (route) | 30e                |
| 13                 | Amalie Dideriksen (DEN)           | 98e                |
| 14                 | Lauretta Hanson (AUS)             | 60e                |
| 15                 | Chloe Hosking (AUS)               | 3e                 |
| 16                 | Letizia Paternoster (ITA)         | AB                 |
| 17                 | Shirin van Anrooij (NED)          | 59e                |

| Team DSM DSM | Team DSM DSM           | Team DSM DSM |
| ------------ | ---------------------- | ------------ |
| Num          | Coureuse               | Pos          |
| 31           | Susanne Andersen (NOR) | 69e          |
| 32           | Pfeiffer Georgi (GBR)  | 36e          |
| 33           | Leah Kirchmann (CAN)   | 100e         |
| 34           | Franziska Koch (GER)   | 62e          |
| 35           | Lorena Wiebes (NED)    | 70e          |
| 36           | Esmée Peperkamp (NED)  | 57e          |
| 37           | Julia Soek (NED)       | 74e          |

| Liv Racing LIV | Liv Racing LIV              | Liv Racing LIV |
| -------------- | --------------------------- | -------------- |
| Num            | Coureuse                    | Pos            |
| 41             | Valerie Demey (BEL)         | 86e            |
| 42             | Marta Jaskulska (POL)       | 20e            |
| 43             | Evy Kuijpers (NED)          | 25e            |
| 44             | Alison Jackson (CAN)        | 19e            |
| 45             | Lotte Kopecky (BEL) (route) | 1re            |
| 47             | Sabrina Stultiens (NED)     | 51e            |

| Alé BTC Ljubljana ALE | Alé BTC Ljubljana ALE     | Alé BTC Ljubljana ALE |
| --------------------- | ------------------------- | --------------------- |
| Num                   | Coureuse                  | Pos                   |
| 51                    | Marlen Reusser (SUI)      | 21e                   |
| 52                    | Eugenia Bujak (SLO)       | AB                    |
| 53                    | Mavi García (ESP) (route) | 58e                   |
| 54                    | Maaike Boogaard (NED)     | 12e                   |
| 55                    | Anna Trevisi (ITA)        | 49e                   |
| 56                    | Laura Tomasi (ITA)        | 7e                    |

| Movistar Team MOV | Movistar Team MOV            | Movistar Team MOV |
| ----------------- | ---------------------------- | ----------------- |
| Num               | Coureuse                     | Pos               |
| 61                | Aude Biannic (FRA)           | 27e               |
| 62                | Jelena Erić (SRB)            | 28e               |
| 63                | Alicia González (ESP)        | 33e               |
| 64                | Barbara Guarischi (ITA)      | 26e               |
| 65                | Sara Martín (ESP)            | 40e               |
| 66                | Emma Norsgaard (DEN) (route) | 2e                |
| 67                | Alba Teruel (ESP)            | 34e               |

| Andy Schleck-CP NVST-Immo Losch ASC | Andy Schleck-CP NVST-Immo Losch ASC | Andy Schleck-CP NVST-Immo Losch ASC |
| ----------------------------------- | ----------------------------------- | ----------------------------------- |
| Num                                 | Coureuse                            | Pos                                 |
| 71                                  | Fabienne Buri (SUI)                 | AB                                  |
| 72                                  | Désirée Ehrler (SUI)                | AB                                  |
| 73                                  | Line Marie Gulliksen (NOR)          | AB                                  |
| 75                                  | Lisa Müllenberg (NED)               | AB                                  |
| 76                                  | Mie Bjørndal Ottestad (NOR) (route) | 41e                                 |
| 77                                  | Sandra Weiss (SUI)                  | AB                                  |

| Lotto Soudal Ladies LSL | Lotto Soudal Ladies LSL  | Lotto Soudal Ladies LSL |
| ----------------------- | ------------------------ | ----------------------- |
| Num                     | Coureuse                 | Pos                     |
| 81                      | Jesse Vandenbulcke (BEL) | 68e                     |
| 82                      | Alana Castrique (BEL)    | 107e                    |
| 83                      | Lone Meertens (BEL)      | 46e                     |
| 84                      | Abby-Mae Parkinson (GBR) | 17e                     |
| 86                      | Elise vander Sande (BEL) | 82e                     |
| 87                      | Anna Plichta (POL)       | AB                      |

| NXTG Racing NXG | NXTG Racing NXG            | NXTG Racing NXG |
| --------------- | -------------------------- | --------------- |
| Num             | Coureuse                   | Pos             |
| 91              | Rozemarijn Ammerlaan (NED) | AB              |
| 92              | Britt Knaven (BEL)         | AB              |
| 93              | Amelia Sharpe (GBR)        | 44e             |
| 94              | Maud Rijnbeek (NED)        | AB              |
| 95              | Catalina Soto (CHI)        | 79e             |
| 96              | Emily Wadsworth (GBR)      | AB              |
| 97              | Mylène de Zoete (NED)      | AB              |

| Parkhotel Valkenburg PHV | Parkhotel Valkenburg PHV  | Parkhotel Valkenburg PHV |
| ------------------------ | ------------------------- | ------------------------ |
| Num                      | Coureuse                  | Pos                      |
| 101                      | Femke Markus (NED)        | 11e                      |
| 102                      | Sylvie Swinkels (NED)     | AB                       |
| 103                      | Amber van der Hulst (NED) | 9e                       |
| 104                      | Kirstie van Haaften (NED) | 108e                     |
| 105                      | Leonie Bos (NED)          | 101e                     |
| 106                      | Lieke Nooijen (NED)       | 81e                      |
| 107                      | Mischa Bredewold (NED)    | 22e                      |

| Arkéa Pro Cycling Team ARK | Arkéa Pro Cycling Team ARK    | Arkéa Pro Cycling Team ARK |
| -------------------------- | ----------------------------- | -------------------------- |
| Num                        | Coureuse                      | Pos                        |
| 111                        | Lucie Jounier (FRA)           | 47e                        |
| 112                        | Cédrine Kerbaol (FRA)         | 66e                        |
| 113                        | Marie-Morgane Le Deunff (FRA) | AB                         |
| 114                        | Typhaine Laurance (FRA)       | 24e                        |
| 115                        | Gladys Verhulst (FRA)         | 4e                         |
| 116                        | Greta Richioud (FRA)          | AB                         |
| 117                        | Léa Curinier (FRA)            | 32e                        |

| Rupelcleaning-Champion lubricants RUP | Rupelcleaning-Champion lubricants RUP | Rupelcleaning-Champion lubricants RUP |
| ------------------------------------- | ------------------------------------- | ------------------------------------- |
| Num                                   | Coureuse                              | Pos                                   |
| 121                                   | Sara Van de Vel (BEL)                 | 53e                                   |
| 122                                   | Ditte Lenseclaes (BEL)                | AB                                    |
| 123                                   | Isabelle Beckers (BEL)                | AB                                    |
| 124                                   | Mia Griffin (IRL)                     | 89e                                   |
| 125                                   | Alice Sharpe (IRL)                    | 87e                                   |
| 126                                   | Antonia Gröndahl (FIN)                | 61e                                   |
| 127                                   | Svenja Betz (GER)                     | AB                                    |

| Valcar-Travel & Service VAL | Valcar-Travel & Service VAL | Valcar-Travel & Service VAL |
| --------------------------- | --------------------------- | --------------------------- |
| Num                         | Coureuse                    | Pos                         |
| 133                         | Margaux Vigié (FRA)         | 56e                         |
| 134                         | Martina Alzini (ITA)        | 85e                         |
| 135                         | Elena Pirrone (ITA)         | 99e                         |
| 137                         | Silvia Pollicini (ITA)      | 13e                         |

| Jumbo-Visma Women Team TJV | Jumbo-Visma Women Team TJV | Jumbo-Visma Women Team TJV |
| -------------------------- | -------------------------- | -------------------------- |
| Num                        | Coureuse                   | Pos                        |
| 141                        | Romy Kasper (GER)          | 10e                        |
| 143                        | Anna Henderson (GBR)       | 8e                         |
| 144                        | Teuntje Beekhuis (NED)     | 45e                        |
| 145                        | Karlijn Swinkels (NED)     | 71e                        |
| 147                        | Pernille Mathiesen (DEN)   | 104e                       |

| Drops-Le Col DRP | Drops-Le Col DRP              | Drops-Le Col DRP |
| ---------------- | ----------------------------- | ---------------- |
| Num              | Coureuse                      | Pos              |
| 151              | Elizabeth Bennett (GBR)       | AB               |
| 152              | Maria Martins (POR)           | AB               |
| 153              | Sara Penton (SWE)             | 54e              |
| 154              | Finja Smekal (GER)            | 93e              |
| 155              | Marjolein van 't Geloof (NED) | 5e               |
| 156              | Maike van der Duin (NED)      | 50e              |

| Tibco-Silicon Valley Bank TIB | Tibco-Silicon Valley Bank TIB | Tibco-Silicon Valley Bank TIB |
| ----------------------------- | ----------------------------- | ----------------------------- |
| Num                           | Coureuse                      | Pos                           |
| 162                           | Eva Buurman (NED)             | 38e                           |
| 163                           | Tanja Erath (GER)             | 48e                           |
| 164                           | Leah Dixon (GBR)              | AB                            |
| 165                           | Eri Yonamine (JPN)            | 75e                           |
| 166                           | Diana Peñuela (COL)           | 29e                           |
| 167                           | Kristen Faulkner (USA)        | 55e                           |

| Doltcini-Van Eyck-Proximus DVE | Doltcini-Van Eyck-Proximus DVE      | Doltcini-Van Eyck-Proximus DVE |
| ------------------------------ | ----------------------------------- | ------------------------------ |
| Num                            | Coureuse                            | Pos                            |
| 171                            | Kathrin Schweinberger (AUT) (route) | 35e                            |
| 172                            | Christina Schweinberger (AUT)       | 67e                            |
| 173                            | Nicole Steigenga (NED)              | 65e                            |
| 174                            | Bryony van Velzen (NED)             | 15e                            |
| 175                            | Fien Van Eynde (BEL)                | 39e                            |
| 176                            | Marieke de Groot (NED)              | 90e                            |
| 177                            | Victoire Berteau (FRA)              | 94e                            |

| Bingoal-Chevalmeire CCT | Bingoal-Chevalmeire CCT | Bingoal-Chevalmeire CCT |
| ----------------------- | ----------------------- | ----------------------- |
| Num                     | Coureuse                | Pos                     |
| 181                     | Thalita de Jong (NED)   | 37e                     |
| 182                     | Natalie van Gogh (NED)  | 16e                     |
| 183                     | Claudia Jongerius (NED) | 91e                     |
| 184                     | Nathalie Bex (BEL)      | 78e                     |
| 185                     | Justine Ghekiere (BEL)  | 73e                     |
| 186                     | Caren Commissaris (NED) | AB                      |

| Stade Rochelais Charente-Maritime CMW | Stade Rochelais Charente-Maritime CMW | Stade Rochelais Charente-Maritime CMW |
| ------------------------------------- | ------------------------------------- | ------------------------------------- |
| Num                                   | Coureuse                              | Pos                                   |
| 191                                   | Séverine Eraud (FRA)                  | 102e                                  |
| 192                                   | Coralie Demay (FRA)                   | AB                                    |
| 193                                   | Élodie Le Bail (FRA)                  | AB                                    |
| 194                                   | Maëva Squiban (FRA)                   | AB                                    |
| 195                                   | India Grangier (FRA)                  | 42e                                   |
| 196                                   | Noémie Abgrall (FRA)                  | 106e                                  |
| 197                                   | Célia Le Mouël (FRA)                  | 103e                                  |

| Multum Accountants MUL | Multum Accountants MUL   | Multum Accountants MUL |
| ---------------------- | ------------------------ | ---------------------- |
| Num                    | Coureuse                 | Pos                    |
| 201                    | Ann-Sophie Duyck (BEL)   | 52e                    |
| 202                    | Fien Delbaere (BEL)      | 64e                    |
| 203                    | Kylie Waterreus (NED)    | 43e                    |
| 204                    | Céline van Houtum (NED)  | 88e                    |
| 205                    | Marijke de Smedt (BEL)   | 76e                    |
| 206                    | Anna Badegruber (AUT)    | AB                     |
| 207                    | Fien De Wispelaere (BEL) | AB                     |

| Lviv Cycling Team LCW | Lviv Cycling Team LCW     | Lviv Cycling Team LCW |
| --------------------- | ------------------------- | --------------------- |
| Num                   | Coureuse                  | Pos                   |
| 211                   | Naomi de Roeck (BEL)      | AB                    |
| 212                   | Gloria Van Mechelen (BEL) | 92e                   |
| 213                   | Alice Zovico (ITA)        | AB                    |
| 214                   | Lauren Creamer (IRL)      | 84e                   |
| 215                   | Sophie Enever (GBR)       | AB                    |
| 216                   | Margarita Lopez (ESP)     | AB                    |
| 217                   | Fiona Turnbull (GBR)      | AB                    |

| Coop-Hitec Products HPU | Coop-Hitec Products HPU        | Coop-Hitec Products HPU |
| ----------------------- | ------------------------------ | ----------------------- |
| Num                     | Coureuse                       | Pos                     |
| 221                     | Mieke Kröger (GER)             | 63e                     |
| 222                     | Ingvild Gåskjenn (NOR)         | 95e                     |
| 223                     | Caroline Andersson (SWE)       | 80e                     |
| 224                     | Amalie Lutro (NOR)             | 77e                     |
| 225                     | Ann Helen Olsen (NOR)          | AB                      |
| 226                     | Christa Riffel (GER)           | AB                      |
| 227                     | Pernille Larsen Feldmann (NOR) | AB                      |

| Bingoal-Chevalmeire CCT | Bingoal-Chevalmeire CCT | Bingoal-Chevalmeire CCT |
| ----------------------- | ----------------------- | ----------------------- |
| Num                     | Coureuse                | Pos                     |
| 231                     | Julie Debock (BEL)      | AB                      |
| 232                     | Elise Tahay (BEL)       | AB                      |
| 233                     | Allison Zava (BEL)      | AB                      |
| 234                     | Lien Lanssens (BEL)     | 83e                     |
| 235                     | Fiona Mertens (BEL)     | 105e                    |
| 236                     | Justine Vromanne (BEL)  | AB                      |
| 237                     | Eleanor Wiseman (GBR)   | 97e                     |

| Macadam’s Cowboys & Girls ___ | Macadam’s Cowboys & Girls ___ | Macadam’s Cowboys & Girls ___ |
| ----------------------------- | ----------------------------- | ----------------------------- |
| Num                           | Coureuse                      | Pos                           |
| 241                           | Flavie Bador (FRA)            | AB                            |
| 242                           | Eléonore Saraiva (FRA)        | AB                            |
| 243                           | Juliette Trombini (FRA)       | AB                            |
| 245                           | Allyson Webb Charland (CAN)   | AB                            |
| 247                           | Camille Tryoen (FRA)          | 96e                           |